# Lethrus lopatini
Lethrus lopatini es una especie de coleóptero de la familia Geotrupidae.

## Distribución geográfica
Habita en Asia Central.